# Menalamba

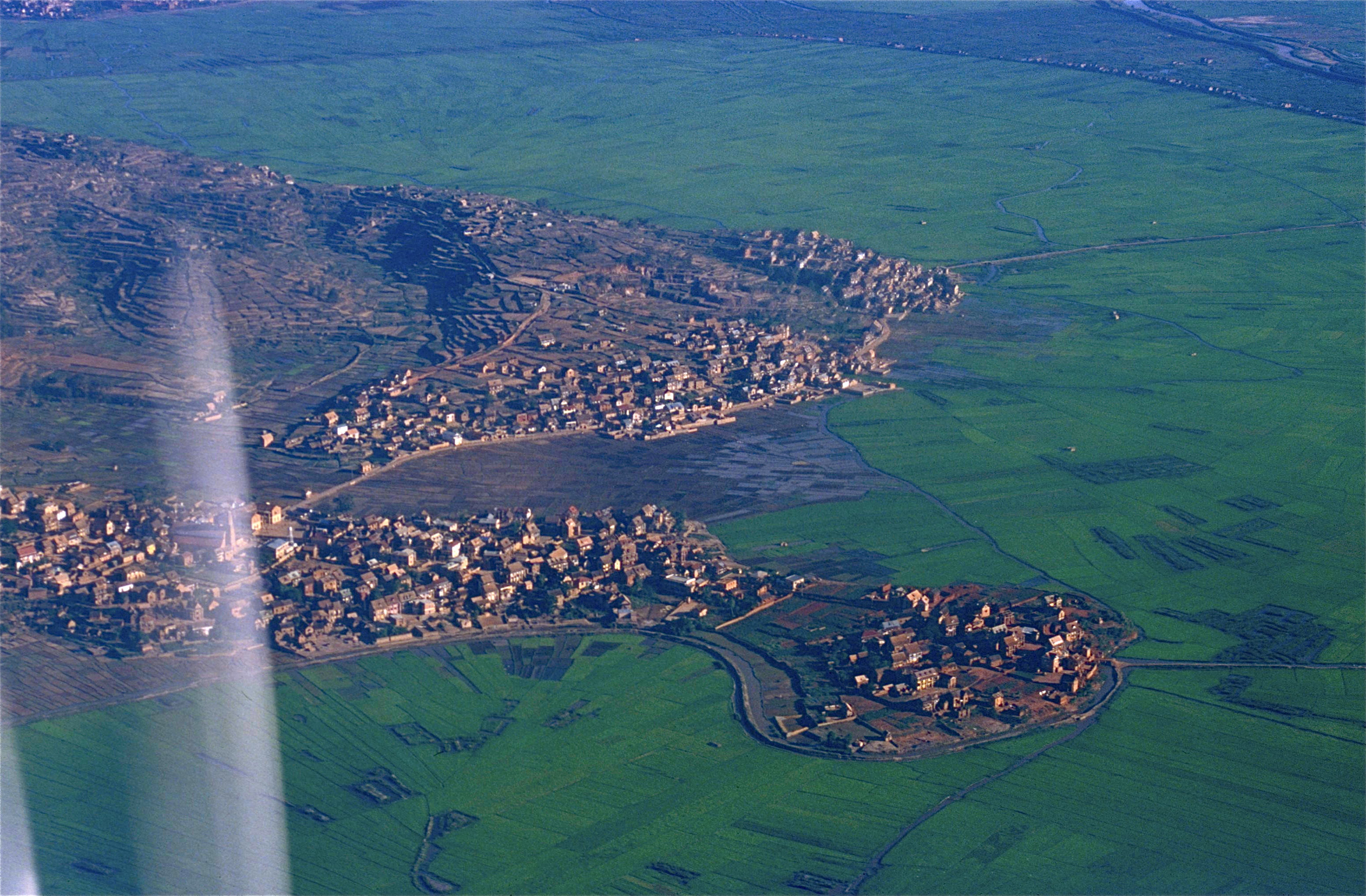
Les champs de l'Imerina, près de la capitale Antananarivo.

Le mouvement menalamba est un mouvement politique insurrectionnel né en Imerina, à Madagascar. Cette insurrection est en opposition à la colonisation française et à la classe politique merina convertie au protestantisme. Le mouvement est déclenché à la fin 1895, peu après la prise de Tananarive mais se heurte à la répression commandée par le général Gallieni.
S'il y a un doute quant à l'existence ou non d'une organisation centrale de cette insurrection, il est certain que « les insurgés de chaque région communiquaient les uns avec les autres et avaient réussi à imposer une certaine coordination ».

## Avant l'insurrection

### L'affaiblissement de l'Imerina

#### L'héritage de Radama1er(1817-1828)
Le pays est gouverné par le roi Radama Ier de 1810 jusqu'à sa mort, en 1828. Radama Ier accepte la présence de missionnaires britanniques dans la province, en plus de signer un traité avec la Grande-Bretagne qui interdit l'exportation d'esclaves à partir de Madagascar. Lors du règne de Radama 1er, l'Imerina semble avoir été gouvernée comme une cité-État. Les paysans doivent s'acquitter de corvées non rémunérées un peu partout dans l'île. Cela désavantage l'Imerina sur son développement économique : le travail rémunéré, caractéristique d'un État autonome, est impossible.

#### Le règne de Ranavalona1re(1828-1861)

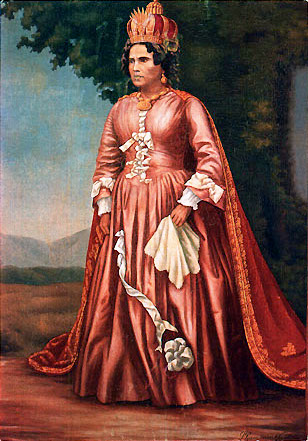
La reine Ranavalona 1re.

Le règne de la reine Ranavalona Ire marque le début de la formation d'une élite politique au sein de la région. Les fiefs sont désormais des propriétés privées pour les riches et la noblesse devient une caste de plus en plus fermée. La reine s'inquiète de voir l'identité malgache tomber aux mains des commerçants et des missionnaires britanniques. Ranavalona 1re interdit le christianisme en 1835 et n'hésite pas à exécuter plusieurs de ses sujets malgaches convertis au christianisme. Que ce soit Ranavalona Ier ou Radama Ier, les deux souverains ont en commun l'objectif d'avoir tenté de faire de Madagascar un État national. Toutefois, malgré leurs ambitions, ces souverains contrôlent seulement les deux tiers de l'île. Il y a une opposition du pouvoir central et périphérique : plus on se trouve loin du centre, plus le pouvoir est limité.

### Le retour des Européens (1861-1895)
Le roi Radama II couronné en 1862 rouvre la voie aux Occidentaux. Il abolit les droits de la douane, ce qui facilite la présence européenne sur le territoire, que ce soit des commerçants ou des missionnaires. Ces derniers bénéficient d'une protection consulaire et ne peuvent être délogés. L'intérêt européen pour Madagascar est la conséquence des visées expansionnistes de la France , en lien direct avec la situation économique des îles avoisinantes. À la suite de la dépression économique de l'industrie du sucre à la Réunion, causée par la concurrence américaine et européenne, plusieurs commerçants convoitent les terres peu coûteuses de Madagascar. Les hommes politiques de la Réunion font appel à des négociants français et à des stratèges militaires qui reluquent le port septentrional de Diégo-Suarez à Antsiranana, afin de concurrencer l'hégémonie britannique dans l'océan Indien.

#### La conversion de la reine Ranavalona II (1869)

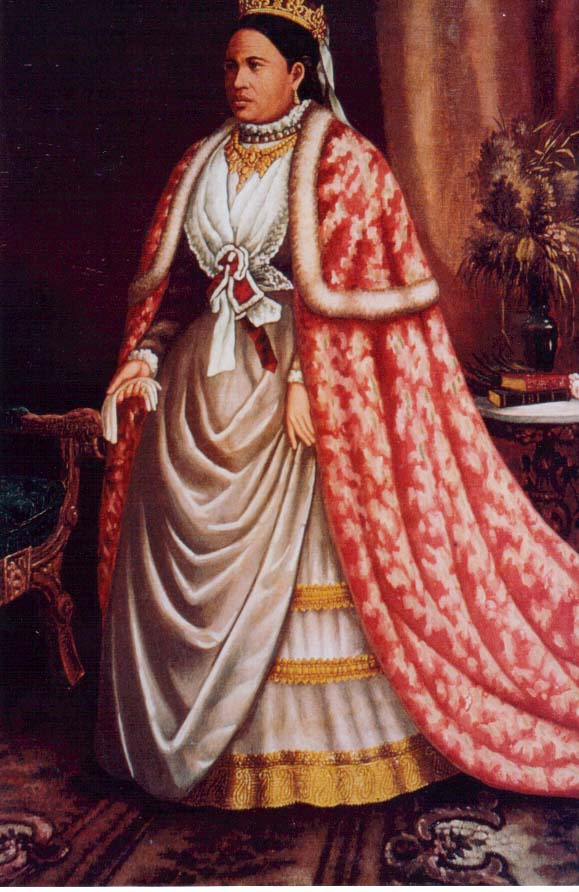
La reine Ranavalona II.

L'influence des missionnaires britanniques se fait sentir jusque dans l'organisation monarchique malgache. En effet, à la suite du décès de Radama II, la reine Rasoherina rompt la charte Lambert en 1855, une charte qui donnait des avantages économiques et politiques à la France. Elle tente de jongler entre l'indépendance du pays et l'ouverture aux étrangers. Elle épouse son frère, Rainilaiarivony, qui deviendra son Premier ministre et qui restera Premier ministre lors du couronnement de Ranavalona II en 1869. Ces derniers se font baptiser par un pasteur protestant malgache. Le protestantisme devient alors la religion officielle d'État et la reine expose la Bible lors de son couronnement, rejetant les idoles royales traditionnelles. Une vague de conversions au protestantisme suit le baptême de la reine. Celles-ci suscitent un retour aux traditions chez certains malgaches.

### L'établissement du protectorat français (1885-1895)

#### La guerre franco-merina (1883-1885)
La guerre franco-merina est l'aboutissement des rivalités entre les deux puissances impérialistes : les Français veulent faire comprendre aux Britanniques que Madagascar leur appartient. La France est confrontée à la pression des têtes dirigeantes de l'île de la Réunion pour déclarer la guerre. Cette guerre est remportée par les Français, qui prennent la place de la Grande-Bretagne au niveau des relations politiques avec le gouvernement de merina. La fin de cette guerre marque l'établissement du protectorat français, malgré le désir de certains Français qui résident sur l'île d'établir une politique impérialiste qui pourrait mener à l'annexion de l'île. Les missionnaires britanniques, inquiets des nombreux signes qui démontrent une possibilité de révolution chez les locaux, restent dans la capitale de l'île afin de renforcer la foi religieuse des malgaches.

#### La prise d'Antananarivo (1895)
L'établissement du protectorat français dit « fantôme » ne fait qu'affaiblir le gouvernement merina : l'économie est tellement faible que la France s'appuie sur presque rien pour établir le contrôle de l'Imerina. Le ministère français des Affaires étrangères commande une expédition à Madagascar afin de rétablir l'ordre. À ce moment, Madagascar est dirigé par la reine Ranavalona III qui est montée sur le trône peu de temps après le décès de la reine Ranavalona II. C'est Rainilaiarivony qui l'installe sur le trône et l'épouse. Une partie de l'oligarchie merina s'est résignée à la chute du royaume et s'est alliée avec les envahisseurs français. En avril 1895, une bombe explose au palais de la reine et des affiches qui incitent à donner un bon accueil aux Français apparaissent un peu partout. Les chefs des provinces de l'Imerina n'osent pas se battre : ils sont convaincus de la victoire de la France et trahissent leur royaume. La capitale est capturée le 30 septembre 1895. Le lendemain, le 1er octobre 1895, un traité est signé et Madagascar devient un protectorat français. Le Premier Ministre Rainilaiarivony est remplacé par une « marionnette », Rainitsimbazafy. Ce changement drastique de gouvernance et la prise de la capitale par les Français terrorisent les Malgaches qui vivent dans les provinces et amorcent le début de l'insurrection.

## L'insurrection des Menalamba (1895-1898)
Mena signifie « rouge », tandis que lamba désigne un morceau de vêtement. Selon le gouvernement français établi à Madagascar, les têtes dirigeantes de la révolte sont des anciens membres de l'élite merina. Toutefois, deux chefs rebelles sont mentionnés à de nombreuses reprises dans les sources. Il s'agit de Rabezavana et de Rabozaka, qui font partie de la confédération du nord. Les interprétations de la véritable raison du déclenchement de l'insurrection dépend du courant historiographique. Alors que l'histoire traditionnelle interprète la révolte comme une réaction à la présence européenne sur le territoire malgache, Gallieni fait croire aux habitants que ce sont des pillards . XIXe siècle,.

### Premières révoltes (fin 1895 - début 1896)
Alors que le désordre se fait de plus en plus grand en campagne, la population se mobilise, que ce soient des jeunes, des déserteurs, des hors-la-loi ou des anciens prêtres. L'expérience de guérilla et les armes des hors-la-loi sont utilisées pour mener l'insurrection. Les anciens réseaux de parenté et de rituels sont sollicités. Il n'y a plus de distinction entre les Français ou les Anglais : l'ennemi est Européen et sa religion est chrétienne. L'insurrection se construit sur ce rejet de l'étranger et sur le retour à la religion traditionnelle basée sur l'astrologie.

#### Le Fandroana (22 novembre 1895)

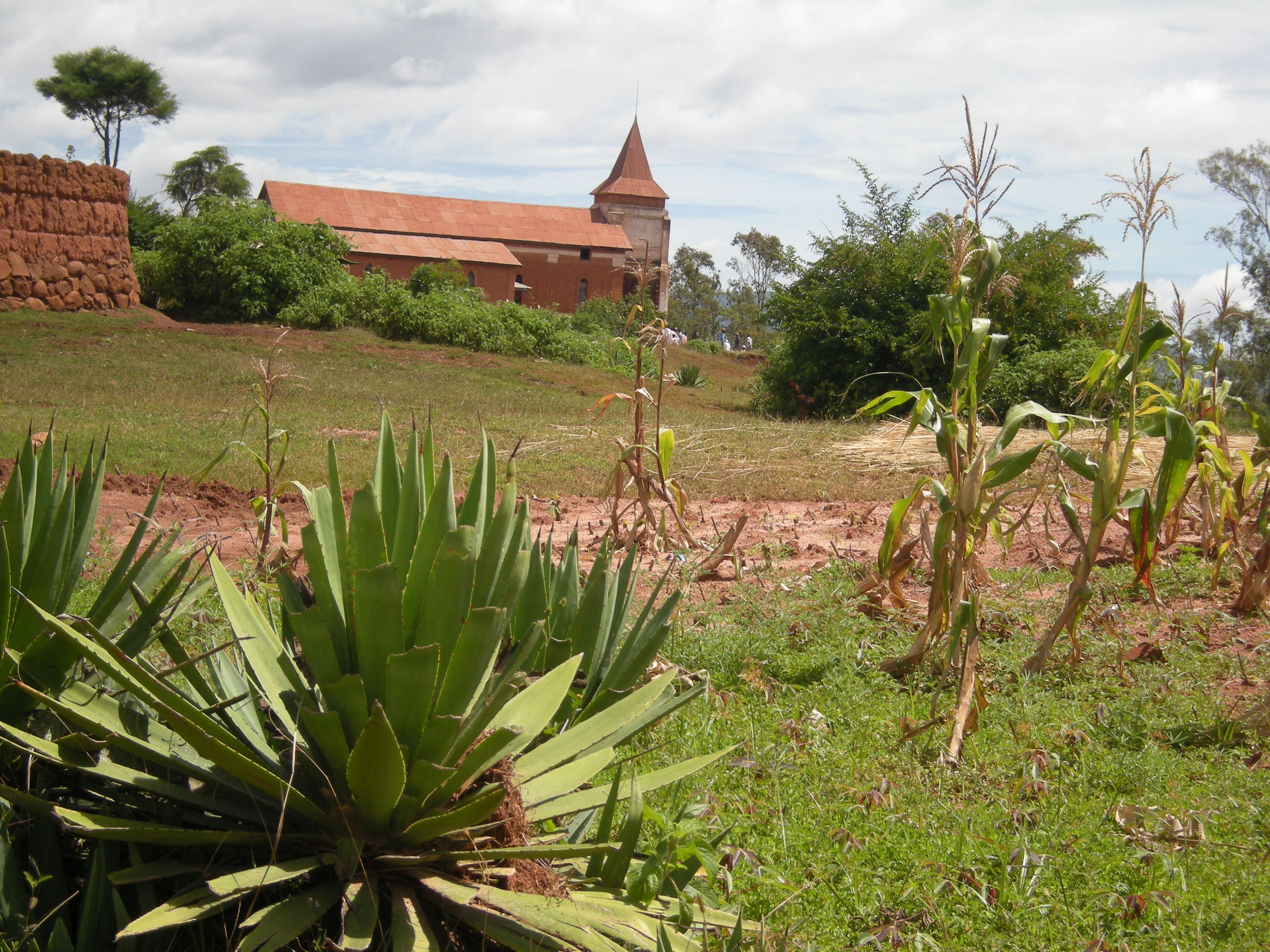
Une église dans le village d'Arivonimamo.

Le 22 novembre 1895 marque un point tournant pour l'insurrection. Les Johnson, une famille européenne missionnaire établie à Arivonimamo, sont brutalement assassinés par des insurgés. Le choix de la date n'est pas anodin : il s'agit du jour du fandroana, bain cérémonial du souverain dans le calendrier pré-chrétien et ancestral malgache. Beaucoup d'affrontements entre chrétiens et non-chrétiens ont eu lieu à ce moment, mais l'assassinat de la famille Johnson attire l'attention des autorités françaises. Les partisans des religions traditionnelles déclarent la guerre au christianisme et à ses acteurs. Ils attaquent les Français et étrangers qui essaient de dominer Madagascar et aussi aux Malgaches qui trahissent la patrie.

#### L'Alahamady (14 mars 1896)
L'Alahamady signifie le premier mois de l'année ainsi que le destin astrologique selon le système divinatoire merina. En 1896, l'Alahamady tombe le 14 mars 1896. Les autorités françaises ne prennent pas au sérieux l'agitation dans les campagnes de l'Imerina. Organisé depuis six mois et même prévu par le service des renseignements, ce soulèvement prend les Français de court : la coalition du nord formée par Rabozaka et Rabezavana est beaucoup plus puissante qu'ils ne croyaient. Les revendications sont les mêmes, mais elles se précisent : « il faut restaurer les talismans aux dépens du christianisme, soit refuser d'aller à l'école ou d'exécuter les corvées ou encore de faire le service militaire ». Armés lourdement, les insurgés progressent avec le but de prendre la capitale. Peu de temps après l'Alahamady, les Menalamba sont tout près de la capitale et brûlent toutes les églises à proximité.
Pendant ce temps, les hommes politiques français cherchent à trouver la cause du soulèvement. Ils sont convaincus que les insurgés ont reçu de l'appui de l'élite merina. Un jeune lieutenant du nom de Peltier publiera un rapport en mai 1896 qui soutient la thèse du complot entre la reine et ses hommes politiques. Cette supposition n'est pas retenue par les autorités françaises qui agissent drastiquement à la suite de la stagnation des événements. Le 20 juin 1896, la Chambre des députés vote une nouvelle loi et cette dernière est effective en août. Madagascar est désormais une colonie française. Un gouvernement militaire est mis en place afin de procéder à l'annexion de l'île.

### La «pacification» de l'île (1897-1898)

#### L'arrivée de Gallieni (fin 1896)

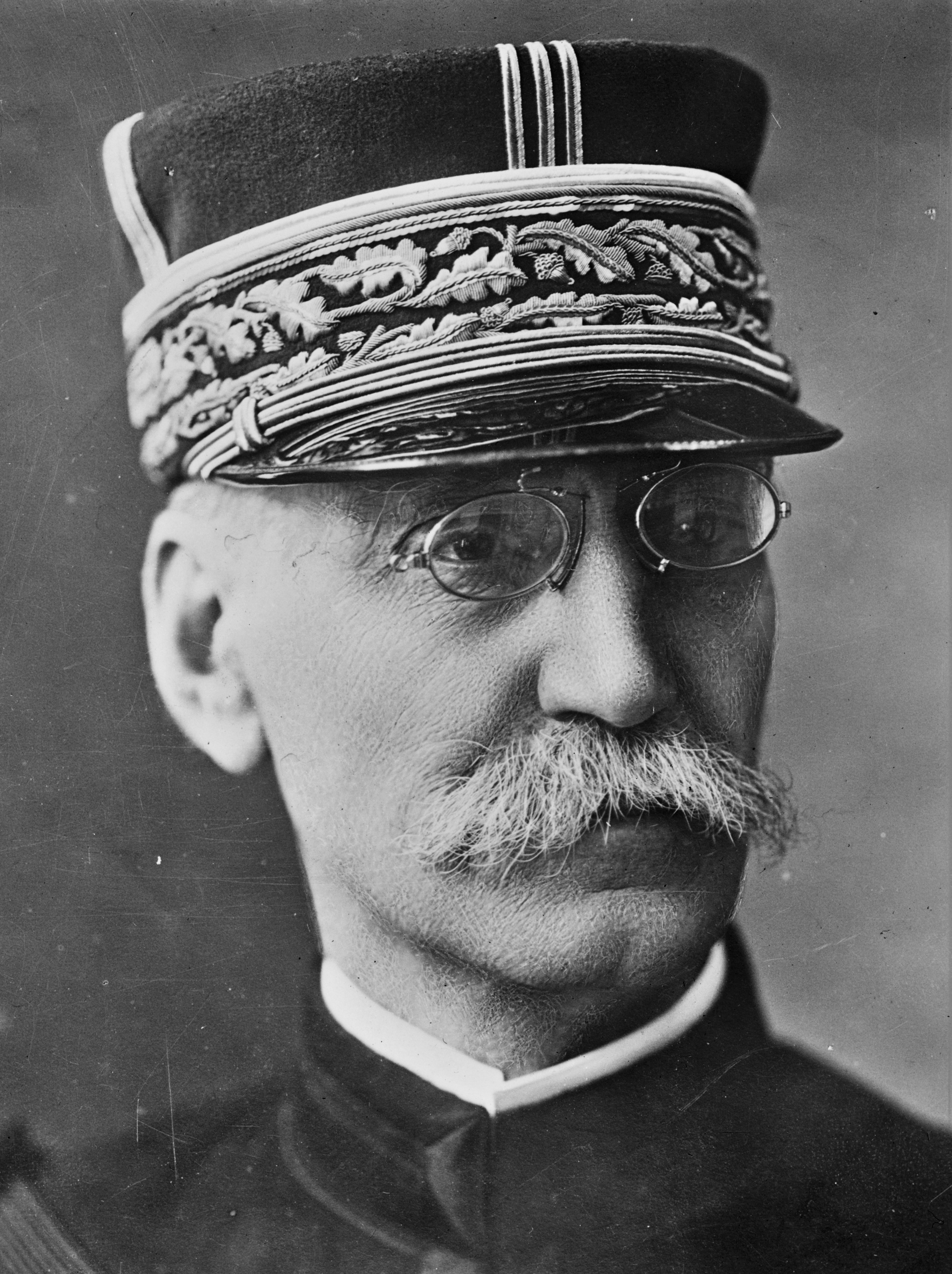
Le général Joseph Gallieni.

Au moment de l'annexion de l'île, la situation est prise sous contrôle par le général Joseph-Simon Gallieni. Ce dernier arrive dans la capitale en septembre 1896. Rapidement, il désigne deux coupables à tort pour cesser l'insurrection. Il s'agit du prince Ratsimamanga pour faire peur aux nobles et du ministre de l'Intérieur Rainandriamampandry pour faire peur à l'oligarchie merina. Ces derniers seront exécutés en octobre 1896 et ces exécutions auront l'effet escompté : les habitants malgaches sont terrorisés. Or Rainandriamampandry est étroitement associé à la religion protestante : son exécution fait réagir les missionnaires protestants britanniques encore présents sur l'île. Gallieni abolit la monarchie en février 1897 ce qui cause l'exil de la reine et de plusieurs autres membres de la monarchie. Il abolit également l'esclavage. Pendant ce temps, l'état de santé des insurgés se détériore fortement : entre 50 000 et 100 000 Malgaches décèdent de maladie pendant la saison des pluies. Les tensions religieuses entre catholiques et protestants augmentent, surtout après les exécutions. Gallieni est convaincu qu'en rendant les communautés villageoises propriétaires d'églises, les tensions diminueront.

#### La montée du catholicisme (1897)
Dans de nombreuses campagnes malgaches, le catholicisme gagne de la popularité. En effet, le catholicisme serait le seul moyen d'instaurer « une autonomie locale sous la tutelle bienveillante du nouveau gouvernement colonial ». Les insurgés continuent de frapper : des missionnaires français sont assassinés en mai 1897, peu de temps après que Gallieni eut annoncé la pacification de l'île. Les tensions finissent par diminuer entre les protestants et les catholiques lorsque certaines zones de mission sont transférées à des protestants français. Il en va de même pour la répartition de certaines corvées dans les églises et dans les écoles. Les églises protestantes finissent par être démantelées par Gallieni, malgré la haine qu'il reçoit de riches familles protestantes.

#### La fin de l'insurrection
Pendant ce temps, Hubert Lyautey, un militaire français qui commande les opérations dans le nord, reçoit un dénommé Rainianjanoro. Tous deux se préparent à sécuriser la zone occupée par Rabezavana et à entamer des discussions avec lui afin qu'il se rende. Rabezavana se rend en juin 1897, jurant qu'il n'avait été que le pion de Rainandriamampandry. Gallieni utilise l'organisation insurrectionnelle de Rabezavana au service de la pacification. Rabozavaka se rend en février 1898 et livre un discours similaire à celui de Rabezavana. Rabozavaka sera exilé et Rabezavana se cachera dans les montagnes pour éviter de subir le même sort. Gallieni raconte que « ce sont les indigènes insoumis de la veille qui nous aident, qui nous servent à gagner les insoumis du lendemain ». Plusieurs Européens ne sont pas convaincus de la culpabilité de Rainandriamampandry dans toute l'affaire. Dans son rapport, Gallieni mentionne que les Français ont été dupés par une conspiration anglo-merina-protestante, ce qui rend la pacification plus longue et plus complexe. Il quitte Madagascar en 1899. Malgré la pacification de l'île en 1897, des révoltes continuent d'éclater dans l'ouest et le sud de l'Imerina jusqu'en 1904.